# زلزال بيرو 2018
زلزال بيرو 2018 هو زلزال ضرب بيرو في 14 يناير 2018، ضرب الزلزال المنطقة الساحلية بجنوب بيرو بقوة 7.1 درجة على سلم ريختر ولم يؤدي لأي تسونامي.